# Deininger Imre
Komorrai Deininger Imre (Esztergom, 1844. május 7. – Budapest, 1918. december 31.) magyar mezőgazdász.

## Pályafutása
Középiskoláit szülővárosában végezte. Gimnáziumi tanulmányai után néhány évig az esztergomi érsekségi uradalmakban alkalmazták, majd a kötelező gyakorlat után a Magyaróvári Felsőbb Gazdasági Tanintézetbe iratkozott be. 1868-tól Debrecenben az akkor szervezett Felsőbb Gazdasági Tanintézetben kezdte meg működését, ahol eleinte a földmíves iskolát, az intézeti gazdaságot és a kísérleti területet kezelte. 1871-ben rendes tanár és a botanikus kert vezetője lett. 1874-ben az országban elsőként akadémiai rangra emelt Magyaróvári Magyar Királyi Gazdasági Akadémián a növénytermesztési tanszékre került. Számos tudóstársával együtt részt vett a filoxéra elleni országos küzdelemben.
1878-ban ő létesítette Magyaróvárott az ország első Vetőmagvizsgáló és Növényélettani Kísérleti Állomását, ennek vezetője volt 1884-ig, utána a keszthelyi gazdasági tanintézet igazgatója lett, s a mezőgazdasági berendezés, kezelés és becsléstani szakok előadását is átvette. Mint agrárrégész a magyarországi prehisztorikus növény-(búza) és különösen a magleletekkel foglalkozott. 1892-től Gödöllőn a koronauradalom jószágigazgatója volt, majd 1899-ben a Földművelésügyi Minisztériumba került, 1914-ben innen vonult nyugdíjba.
Szakmájának elismert tudósaként számos tanulmányutat tett részben a kormány megbízásából (Dél-Tirol, Németország, Svájc, Belgium, Hollandia, Anglia, Svédország, Norvégia és Dánia.)
Több gazdasági egyesület tagja és a Keszthely-vidéki Gazdakörnek alelnöke volt. Alapító tagja volt a Mosonmegyei Történelmi és Régészeti Egyletnek.

## Főbb művei
- Deininger Imre (szerk.) (1885): A keszthelyi m. kir. gazdasági tanintézet (1865–1885) évkönyve az itt fennálló Georgikon (1797–1848) rövid vázlatával. Keszthely
- Adatok kultúrnövényeink történetéhez. A Lengyel-i őskori telep növénymaradványai
- Tanulmány a búza fölött. Nagykanizsa, 1890
- A magyar mezőgazdaság bajai és javaslatok ezeknek orvoslására. Budapest, 1911
- A m. kir. ménesbirtokok, a gödöllői koronauradalom és a palánkai csikótelep jövedelmezősége az 1896-1908. években : A birtokok igazgatóságai és a ministeri számvevőség adatai alapján összeáll. Pallas ny., 1911.
- Számos cikke jelent meg a szaklapokban.

## Emléke
Arcképe: Füzes Miklós, Deininger Imre élete és munkássága: 113. old.

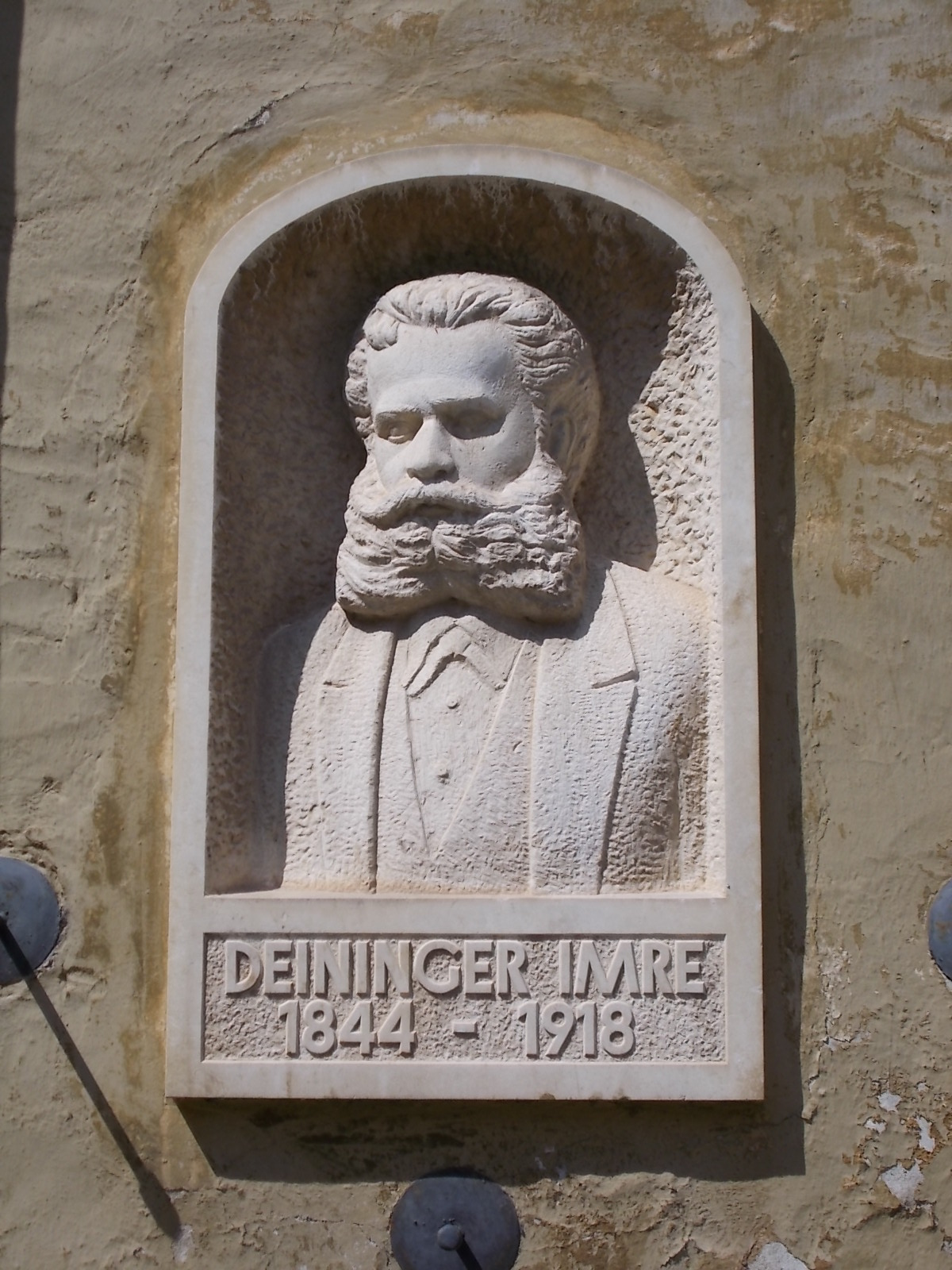
Mosonmagyaróvári domborműve, Gáti Gábor alkotása

Szobra: Gáti Gábor műve, 1979 (mészkő, portrédombormű, Mosonmagyaróvár, Agrártudományi Egyetem)